# Conservatório de Nápoles

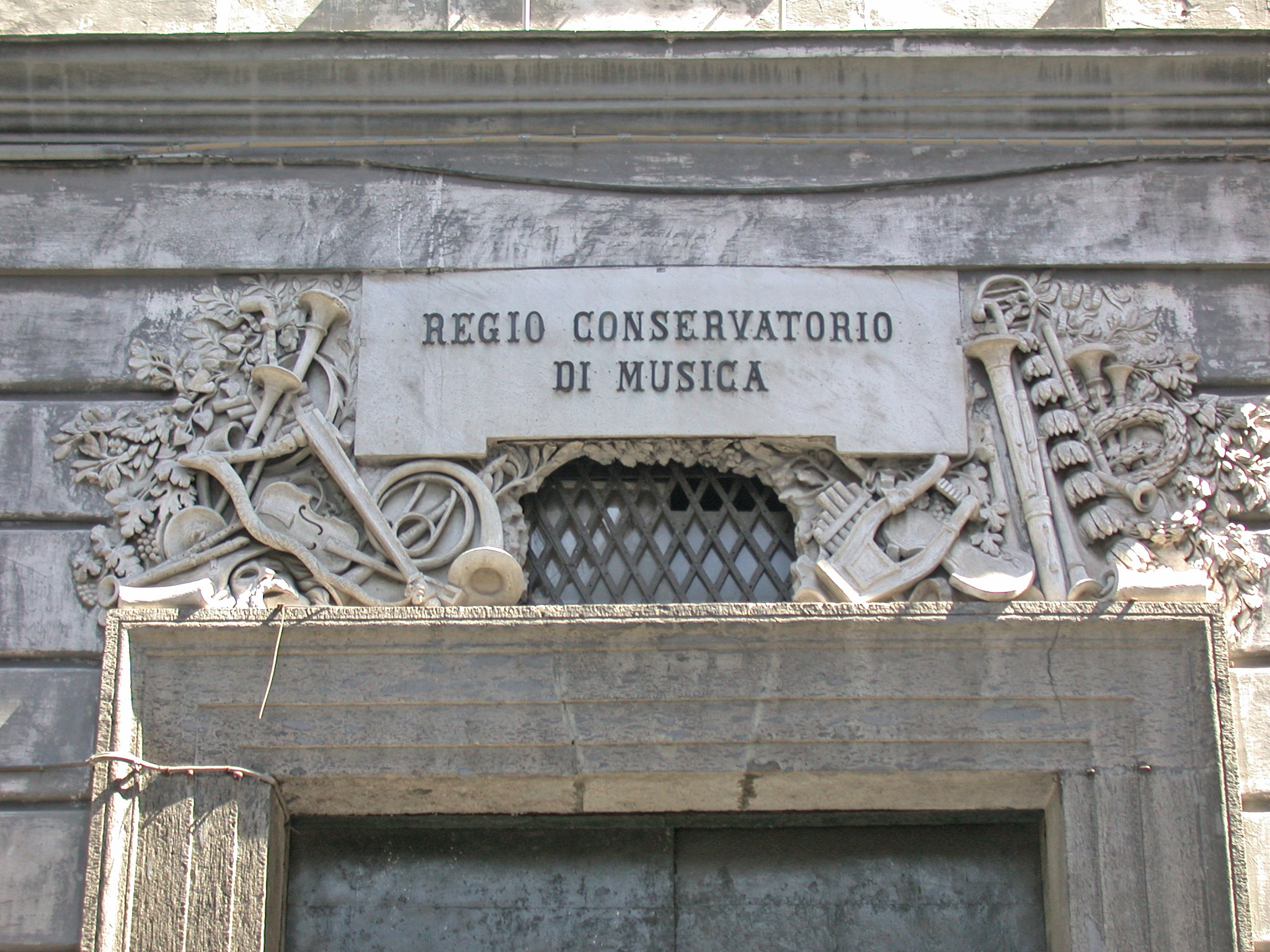
Um dos portais de acesso ao Conservatório de Nápoles

O Conservatório de Nápoles é um conservatório de música localizado em Nápoles, no sul da Itália, atualmente nos domínios do complexo da igreja de San Pietro a Maiella.

## San Pietro a Maiella
O conservatório e a igreja adjacente atualmente fazem parte dum complexo monástico, construído no fim do século XIII e dedicado ao monge Pietro da Morone, que se tornou Papa Celestino V em 1294. O conservatório abriga uma grande biblioteca de manuscritos relacionados às vidas e produções musicais de compositores que viveram e trabalharam em Nápoles, incluindo Alessandro Scarlatti, Pergolesi, Domenico Cimarosa, Rossini, Bellini e Donizetti. O museu histórico apresenta instrumentos musicais antigos raros.

## Conservatórios históricos
San Pietro a Maiella é o último de vários estabelecimentos que foram conservatórios musicais em Nápoles. Sua história começa na dominação espanhola na cidade. Os primeiros conservatórios foram Santa Maria di Loreto, Pietà dei Turchini, Sant'Onofrio a Capuana e I Poveri di Gesù Cristo. Todos partilhavam boa reputação como centros de treino não somente para jovens na música religiosa, mas também na música comercial que se abriu no começo do século XVII.
O Conservatorio della Pietà dei Turchini foi construído em 1583 e é o único dos quatro originais que ainda é facilmente encontrado. O Conservatorio dei Poveri di Gesù Cristo foi fundado em 1589 por Marcello Fossataro, um monge franciscano. É vizinho à igreja de Santa Maria a Colonna. Nomes ilustres associados à essa escola incluem o filósofo Giambattista Vico, e os músicos Francesco Durante, Nicola Porpora e Giovanni Battista Pergolesi. Já Santa Maria di Loreto foi construído em 1537 e serviu como local original do Conservatório de Nápoles, surgindo no começo da tomada espanhola em Nápoles sob liderança do vice-rei don Pedro de Toledo. Outro dos conservatórios é Sant'Onofrio a Capuana, que data 1578 e teve como alunos Niccolò Jommelli, Giovanni Paisiello, Niccolò Piccinni e Antonio Sacchini, quatro dos grandes nomes da música napolitana do século XVIII. O compositor barroco italiano Cristofaro Caresana foi diretor de 1667 a 1690. A construção original ainda persiste.
Nesses conservatórios os jovens aprendiam contraponto, canto e diversos instrumentos musicais, e passavam a participar de atividades eclesiásticas.
Em 1806, na dominação francesa com a instituição de José Bonaparte (irmão de Napoleão Bonaparte) como rei de Nápoles, a vida monárquica do reino foi reorganizada e os quatro conservatórios foram consolidados num só local, a igreja de San Sebastiano, sendo então renomeado para Real Collegio di Musica. Em 1826, o conservatório foi finalmente movido para o local atual, não muito longe dali.